# براين إيفانز
براين إيفانز (بالإنجليزية: Bryn Evans)‏ هو لاعب اتحاد الرغبي نيوزيلندي، ولد في 28 أكتوبر 1984 في هاستينجس في نيوزيلندا.

## وصلات خارجية
- براين إيفانز عل موقع إسبنسكروم (الإنجليزية)
- براين إيفانز على موقع ItsRugby.co.uk (الإنجليزية)